# سوبرمان/باتمان
سوبرمان/باتمان (بالإنجليزية: Superman/Batman)‏ كانت سلسلة قصص مصورة شهرية نشرتها دي سي كومكس وهي تضم أشهر شخصيتين للناشر وهما سوبرمان وباتمان. صدرت في أكتوبر 2003. تستكشف سوبرمان/باتمان الصداقة الحميمة والخصومة بين الشخصيتين. كان أول كاتب للسلسلة هو جيف لوب. استمرت السلسلة إلى أغسطس 2011 وصدر منها 87 عددا.